# Пахолков, Георгий Александрович
Пахолков Георгий Александрович (1 апреля 1918 года, Тотьма, Вологодская губерния, РСФСР — 24 июня 1999 года, Санкт-Петербург) — советский учёный и конструктор в области автоматических систем управления и ближней радионавигации, заместитель директора по научной работе Всесоюзного научно-исследовательского института радиоаппаратуры Министерства радиопромышленности СССР. Профессор. Доктор технических наук.

## Биография
Родился 1 апреля 1918 года в городе Тотьма Вологодской губернии, ныне Вологодской области. Русский. Сын служащего лесного ведомства. В 1921 году отец погиб, мать с сыном перебралась к родственникам в село Шуйское Тотемского уезда, а в 1924 году приехала в Ленинград, где ранее жила до гражданской войны. С 1933 года работал техником радиоузла на деревообрабатывающем комбинате. В 1935 году окончил среднюю школу № 3 в Петроградском районе города. Во время учёбы серьёзно увлекся радиотехникой и ещё школьником достиг значительных успехов, также играл в оркестре народных инструментов и занимался волейболом. В 1940 году окончил Ленинградский электротехнический техникум связи с отличием.
С 1939 года работал лаборантом в лаборатории передающих устройств, одновременно с 1940 года учился в Ленинградском электротехническом институте связи имени профессора М. А. Бонч-Бруевича.
Вскоре после начала Великой Отечественной войны, в июле 1941 года, был призван в Красную Армию. Служил в команде радиосвязи на одном из аэродромов у советско-финской границы на выборгском направлении. В начале сентября 1941 года после прорыва финнами линии фронта оказался в окружении, из которого спасся, с группой красноармейцев на рыбацкой лодке, по Финскому заливу доплыв до Кронштадта. Затем в служил в батальоне радиосвязи на Ленинградском фронте (у посёлка Токсово), обслуживая новейшую по тому времени радиолокационную станцию противовоздушной обороны РУС-2. Обладая хорошими теоретическими и практическими знаниями, предложил целую серию усовершенствований в конструкцию спешно принятой на вооружение станции, и в 1943 году был переведён в управление радиосвязи штаба Войск противовоздушной обороны в Москву. До конца войны многократно откомандировывался в действующую армию для практического обучения личного состава эксплуатации новейшего оборудования. После окончания войны в 1945 году уволен в запас.
С ноября 1945 года работал в объединённом конструкторском бюро на авиазаводе № 278 (Ленинград): технолог, старший инженер. В сентябре 1947 года весь персонал ОКБ был переведён в НИИ-33 в Ленинграде (ныне — акционерное общество «Ордена Трудового Красного Знамени Всероссийский научно-исследовательский институт радиоаппаратуры»). Там Г. А. Пахолков трудился на протяжении всей своей дальнейшей трудовой биографии: старший инженер, заместитель главного инженера, заместитель директора по научной работе. Быстро вышел в число ведущих советских специалистов и учёных в области ближней радионавигации. В 1960—1987 годах — Генеральный конструктор Единой Государственной системы автоматизированного управления воздушным движением, навигации и посадки самолётов «Полёт». С 1982 года — на пенсии.

## Научная и конструкторская деятельность
Сначала работал над созданием ультракоротковолновых радиомаяков для оснащения аэродромов. В 1950-х годах под его руководством была создана комплексная радиомаячная система ближней навигации и посадки самолётов «Свод» (широко эксплуатировалась в СССР несколько десятков лет, а её военный вариант был принят на вооружение). Один из руководителей создания системы автоматизированного управления воздушным движением самолётов «Старт» (ею были оборудованы аэропорт «Пулково» в Ленинграде и ряд других).
Внёс большой вклад в решение задач повышения безопасности полётов самолётов в сложных метеоусловиях, в решение проблем обеспечения навигации. Работал и в области обороны страны, по этой причине учёный на длительное время был засекречен. Из ставших известными по публикациям в СМИ оборонных работ Г. А. Пахолкова можно выделить создание автоматизированной системы взлёта и посадки летательных аппаратов на авианесущие крейсера (первым оснащённым системой Пахолкова крейсером стал «Киев», вступивший в строй в 1975 году). Затем участвовал в работе над созданием специализированной аппаратуры для космических аппаратов, в том числе для проекта «Энергия-Буран».
При проектировании средств радионавигации Г. А. Пахолковым были решены крупные научные проблемы, связанные с выявлением и устранением влияния отражений электромагнитной энергии от местных предметов, повышением помехозащищенности и улучшением параметров радиомаяков посадки и ближней радионавигации. Им была разработана теория и реализованы радионавигационные устройства направленного принципа действия с использованием широкополосных сигналов. Особенно плодотворной оказалась идея комплексной обработки навигационной информации от различных источников на борту летательных аппаратов для систем ближней радионавигации и посадки. Бортовые навигационные комплексы и теперь используют этот принцип. Значительное место в работах Г. А. Пахолкова занимают вопросы взаимодействия навигационных датчиков и систем автоматического управления на борту летательного аппарата. Результаты этих работ были внедрены в практику полетов авиации в системы автоматического управления (САУ), позволившие стабилизировать летательный аппарат на траектории полета.
Много лет работал в Международной организации гражданской авиации (ИКАО), член Международной комиссии ИКАО по разработке стандартов единой системы посадки самолётов в международных аэропортах. Доктор технических наук (1971, кандидат технических наук с 1958 года). Профессор (1975). Много лет был председателем Учёного совета института, в котором работал. С 1966 года преподавал в Ленинградском электротехническом институте имени М. А. Бонч-Бруевича. Основатель научной школы по теории и практике автоматизации управления воздушным движением. Автор около 140 научных работ, нескольких монографий и учебных пособий, 62 изобретений.
Жил в Санкт-Петербурге. Скончался 24 июня 1999 года. Похоронен на Серафимовском кладбище.

## Основные труды
- Вариационный метод синтеза сигналов и фильтров / Г. А. Пахолков, В. В. Кашинов, Б. В. Пономаренко. — М.: Радио и связь, 1981. — 233 с. : ил.
- Обработка сигналов в радиотехнических системах ближней навигации / Г. А. Пахолков, Г. Е. Збрицкая, Ю. Т. Криворучко. — М.: Радио и связь, 1992. — 254,[1] с. — ISBN 5-256-00720-3.
- Радиотехнические системы обеспечения посадки самолётов : учебное пособие / Под общ. ред. проф. Г. А. Пахолкова. — Иваново : Ивановский энергетический институт им. В. И. Ленина, 1975. — 150, [2] с. : ил.
- Радиотехнические системы предупреждения столкновений самолётов / С. И. Бычков, Г. А. Пахолков, В. Н. Яковлев. — М.: Советское радио, 1977. — 270 с. : ил.
- Современные системы ближней радионавигации летательных аппаратов : Азимутально-дальномерные системы. Учебное пособие для вузов гражд. авиации / Т. Г. Анодина и др.; Под ред. Г. А. Пахолкова. — М.: Транспорт, 1986. — 199,[2] с. : ил.
- Угломерные радиотехнические системы посадки : Прогнозирование точностных характеристик / [Г. А. Пахолков, В. В. Кашинов, М. Е. Соломоник, Ю. Г. Шатраков; Ред. А. А. Сосновский]. — М. : Транспорт, 1982. — 159 с. : ил.

## Награды
- Герой Социалистического Труда (19.09.1977, «За выдающиеся заслуги в создании и производстве новой техники»)
- орден Ленина (19.09.1977)
- орден Октябрьской Революции (26.04.1971)
- орден Отечественной войны 2-й степени (11.03.1985)
- орден Трудового Красного Знамени (29.07.1966)
- орден Красной Звезды (2.07.1945)
- медаль «За боевые заслуги» (22.08.1944)
- медаль «За трудовое отличие» (21.06.1957)
- медаль «За оборону Ленинграда»
- другие медали
- Сталинская премия (1951)
- Государственная премия СССР (1967)